# Beamerana rubriumera
Beamerana rubriumera är en insektsart som beskrevs av Ruppel 1975. Beamerana rubriumera ingår i släktet Beamerana och familjen dvärgstritar. Inga underarter finns listade i Catalogue of Life.